# Francesco Zoppetti
Francesco Zoppetti (Mairago, 4 ottobre 1936) è un politico e operaio italiano.

## Biografia
Esponente lombardo del Partito Comunista Italiano, di professione operaio, è stato deputato per quattro legislature, rimanendo a Montecitorio dal 1972 al 1987. 
Dal 1985 al 1995 è sindaco di Lodi Vecchio.